# رودریگز ۱۳۷۶۰
سیارک ۱۳۷۶۰ (به انگلیسی: 13760 Rodriguez، نامگذاری:1998SN123) سیزده هزار و هفتصد و شصتمین سیارک کشف شده‌است که در ۲۶ سپتامبر ۱۹۹۸ کشف شد.
قدر مطلق سیارک برابر ۱۹.۵ است.